# La Colombe (Manche)
Colombe – miejscowość i gmina we Francji, w regionie Normandia, w departamencie Manche.
Według danych na rok 1990 gminę zamieszkiwały 563 osoby, a gęstość zaludnienia wynosiła 39 osób/km² (wśród 1815 gmin Dolnej Normandii Colombe plasuje się na 398. miejscu pod względem liczby ludności, natomiast pod względem powierzchni na miejscu 262.).